# Delta blues
Delta blues é um dos mais antigos estilos da música blues.
Foi originado na região do delta do rio Mississippi, nos Estados Unidos, que se estende de Memphis, Tennessee a norte, a Vicksburg, Mississippi no sul, e do Rio Mississippi a oeste ao Rio Yazoo a leste.
Essa área é famosa tanto pelos solos férteis como pela sua pobreza extrema. Guitarra e gaita são os instrumentos predominantes da região. Os estilos vocais vão dos mais introspectivos e calmos aos mais ferozes e entusiásticos.

## Lista de artistas
- Ishman Bracey
- Willie Brown
- R.L. Burnside
- Sam Chatmon
- Bob Cobb
- James Cotton
- Arthur Crudup
- CeDell Davis
- David Honeyboy Edwards
- Earl Hooker
- John Lee Hooker
- Son House
- Mississippi John Hurt
- Skip James
- Robert Johnson
- Tommy Johnson
- Blind Willie Johnson
- Junior Kimbrough
- Robert Lockwood, Jr.
- Robert Lowery
- Tommy McClennan
- Mississippi Fred McDowell
- Blind Willie McTell
- Charley Patton
- Paul Pena
- Pinetop Perkins
- Snooky Pryor
- Jimmie Rodgers
- Johnny Shines
- Sunnyland Slim
- Henry Sloan
- Willie "Big Eyes" Smith
- Hound Dog Taylor
- Muddy Waters
- Bukka White
- Big Joe Williams
- Howlin' Wolf